# 前341年
| 千纪： | 前1千纪 |
| 世纪： | 前5世纪 \| 前4世纪 \| 前3世纪 |
| 年代： | 前370年代 \| 前360年代 \| 前350年代 \| 前340年代 \| 前330年代 \| 前320年代 \| 前310年代                                                                                              |
| 年份： | 前346年 \| 前345年 \| 前344年 \| 前343年 \| 前342年 \| 前341年 \| 前340年 \| 前339年 \| 前338年 \| 前337年 \| 前336年                                                                |
| 纪年： | 周顯王二十八年 魯景公三年 齊威王十六年 趙肅侯九年 魏惠王二十九年 韓昭侯二十二年 秦孝公二十一年 楚宣王二十九年 宋剔成君二十九年 衛平侯二年 燕後文公二十一年 越王無彊二年 中山成公九年 |

## 大事记
- 魏惠王使龐涓與太子申攻韓，齐威王以田盼为主将，田婴为副将，孙膑为军师率军拯救韩国，與魏国展开马陵战役，虜太子申，大敗魏軍。成侯鄒忌惡田忌，使人操十金，卜於市，曰：「我，田忌之人也。我為將三戰三勝，欲行大事，可乎？」卜者出，因使人執之。田忌不能自明，率其徒攻臨淄，求成侯。不克，出奔楚。
- 秦國趁魏國在馬陵之戰後實力尚未恢復之際，派商鞅入侵魏國西部，魏惠王率軍救援，魏軍大敗。

## 出生
- 伊壁鸠鲁